# Stephanopoidini
Stephanopoidini Simon, 1895 è una tribù di ragni appartenente alla famiglia Thomisidae.

## Distribuzione
I due generi oggi noti di questa tribù sono diffusi in America meridionale (Stephanopoides) e centrale (Parastephanops).

## Tassonomia
A dicembre 2013, gli aracnologi riconoscono due generi appartenenti a questa tribù:
- Parastephanops F. O. P.-Cambridge, 1900 - Panama, Cuba
- Stephanopoides Keyserling, 1880 - Brasile, Panama, Argentina, Guyana, Perù, Bolivia